# Сотниково (Ханты-Мансийский автономный округ)
Сотниково — упразднённый посёлок в Октябрьском районе Ханты-Мансийского автономного округа — Югры. Входил в состав Сельского поселения Малый Атлым. Упразднён в 2017 году.

## География
Посёлок располагался на правом берегу реки Обь, северо-западнее острова Большой, на расстоянии 3 км к юго-западу от села Большой Атлым.
Климат
Климат резко континентальный, зима суровая, с сильными ветрами и метелями, продолжающаяся семь месяцев. Лето относительно тёплое, но быстротечное.

## История
Законом ХМАО — Югры от 30 июня 2017 года № 34-оз, 15 июля 2017 года посёлок Сотниково был упразднён, в связи с отсутствием в нём зарегистрированного в установленном порядке и постоянно проживающего населения.

## Население
| 1989 | 2002 | 2010 |
| ---- | ---- | ---- |
| 83   | ↘39  | ↘0   |